# Elias Hasket Derby

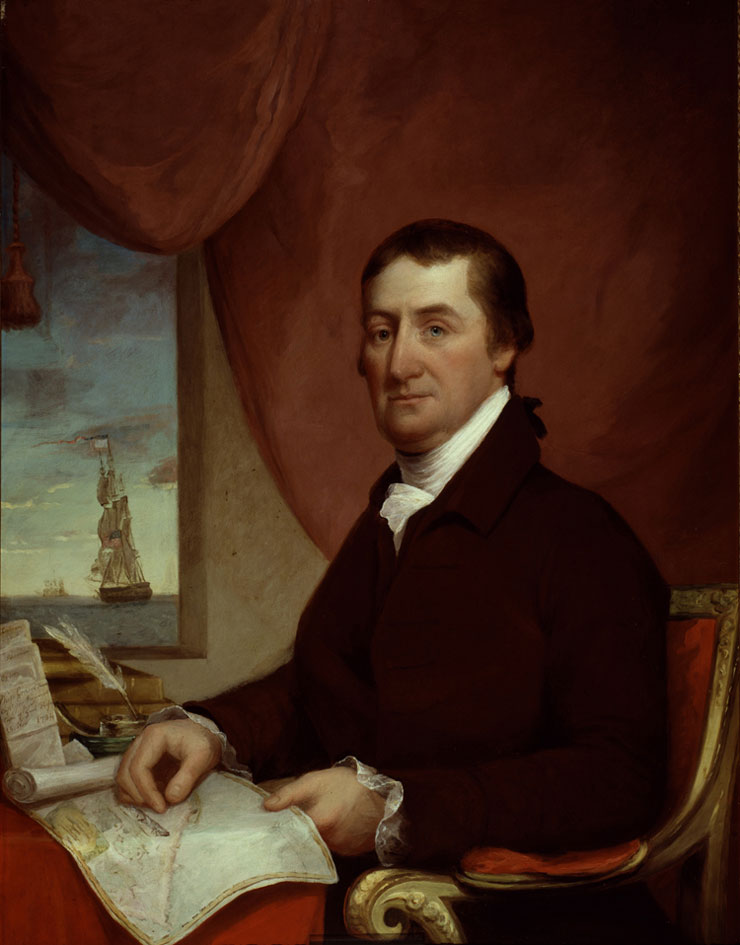
James Frothingham, Elias Hasket Derby

Elias Hasket Derby (* 16. August 1739 in Salem, Province of Massachusetts Bay; † 8. September 1799 ebenda) war der berühmteste der Kaufleute der Stadt Salem und möglicherweise der erste Millionär der Vereinigten Staaten von Amerika.
Der am 16. August 1739 als Sohn des Kaufmanns Richard Derby Sr. (1712–1783) geborene begann als Buchhalter in der Firma seines Vaters zu arbeiten. Das Handelshaus der Derby besaß bereits 1760 13 Schiffe, welche im Handel mit den Westindischen Inseln und Europa tätig waren. Sowohl der Vater als auch der Sohn engagierten sich im Unabhängigkeitskrieg für die Sache Washingtons und unterstützten – wie nahezu alle Kaufleute und Seefahrer Neuenglands – die Republikaner durch die Ausrüstung von Kaperschiffen. Die für die Derbys 1781 erbaute Grand Turk begann ihre Karriere als erfolgreicher Freibeuter mit 17 Prisen in den Jahren 1781 und 1782.
Schon vor dem Tod des Vaters betrieb er – allein oder gemeinsam mit seinen Brüdern – Handelsunternehmen, die das Vermögen der Familie mehrten und nur durch das der Familie Cabot in Beverly, Massachusetts übertroffen wurde. Im Jahr 1783 übernahm er mit dem Ableben des Vaters den Vorsitz des Handelshauses Derby.
Das Ende des Unabhängigkeitskrieges stürzte den Seehandel in eine tiefe Krise, da die in den letzten Jahren erbauten Schiffe eher der Freibeuterei dienten und die Abnehmer von Waren im Einflussgebiet Großbritanniens entfielen. Aus dieser Situation zog Derby schnell Konsequenzen, indem er neue Handelswege nach Nord- und Osteuropa, nach Asien und Südamerika eröffnete.
Im November 1784 sandte das Unternehmen die Grand Turk, die nun wieder als Handelsschiff eingesetzt wurde, unter dem Kommando von Jonathan Ingersoll in die Kapkolonie, aber erst der Misserfolg der ein Jahr später durchgeführten Handelsexpedition zum selben Ziel und nach Mauritius sollte den Durchbruch bringen. Auf Empfehlung französischer Händler auf Mauritius steuerte die Grand Turk Kanton an und eröffnete damit das Ostasien-Geschäft der Handelshäuser von Salem.
Insbesondere der von seinem Sohn Hasket Elias Derby Jr. organisierte Textilhandel in Indien begründete die Macht des Handelshauses.